# Gastrostomia endoscópica percutânea

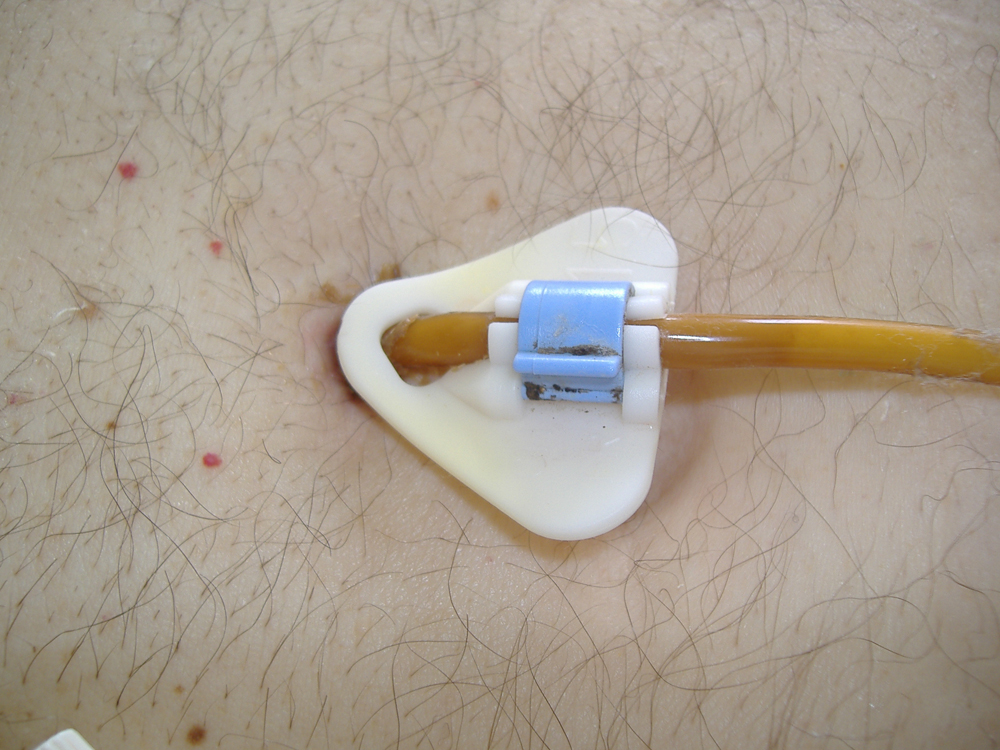
Gastrostomia endoscópica percutânea

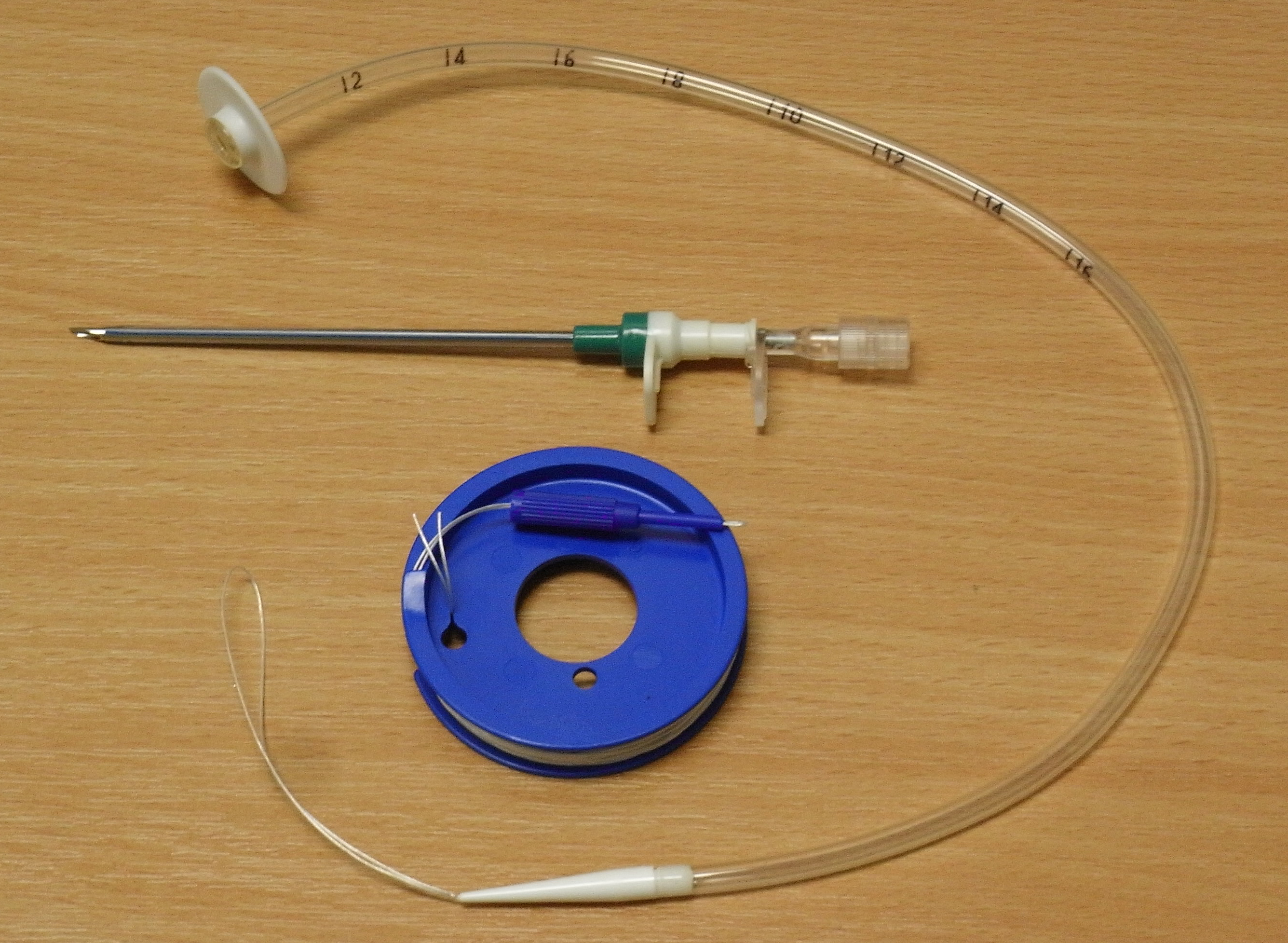
Tubo de PEG, cânula e fio-guia (técnica de Pull)

A gastrostomia endoscópica percutânea ('"PEG"', abreviação do inglês, "Percutaneous Endoscopic Gastrostomy") é um procedimento cirúrgico gastro endoscópico  o qual um tubo ("PEG") é empregado para fornecimento de dieta enteral, colocado no estômago, através da implantação percutânea e pela parede abdominal, geralmente, para fornecer um meio de alimentação, quando a administração oral não é adequada.
Conhecido, informalmente, no meio médico por '"PEG,"' é uma técnica de execução fácil e rápida, sem mortalidade e com morbidade reduzida mas não desprezível.